# خبز أبيض
يشير الخبز الأبيض عادةً إلى الخبز المصنوع من دقيق القمح الذي تمت إزالة النخالة وطبقات البذرة منه من القمح الكامل كجزء من عملية طحن الدقيق، مما ينتج دقيقًا فاتح اللون. يمكن لعملية الطحن هذه أن تمنح الدقيق الأبيض فترة صلاحية أطول عن طريق إزالة الزيوت الطبيعية من الحبوب الكاملة. تسمح إزالة الزيت بتخزين المنتجات المصنوعة من الدقيق، مثل الخبز الأبيض، لفترات أطول من الوقت لتجنب عملية التزنخ المحتملة.
غالبًا ما يتم تبييض الدقيق المستخدم في الخبز الأبيض - عن طريق استخدام عوامل التبييض مثل برومات البوتاسيوم أو أزوديكاربوناميد أو غاز ثنائي أكسيد الكلور لإزالة أي ظل أصفر طبيعي طفيف. يُعدّ هذا الأمر محظورا في الاتحاد الأوروبي. كما يتم حظر استخدام بعض المواد الكيميائية في بلدان أخرى.
في الولايات المتحدة، يشير المستهلكون أحيانًا إلى الخبز الأبيض على أنه "خبز شطيرة" (sandwich bread) أو "رغيف شطيرة" (sandwich loaf). غالبًا ما يُنظر إليه على أنه عنصر قائمة غير صحي.
يحتوي الخبز الأبيض على نصف المغنيسيوم الموجود في خبز القمح الكامل، ويُعتبر عمومًا أقل كثافة من الناحية التغذوية.

## تاريخ

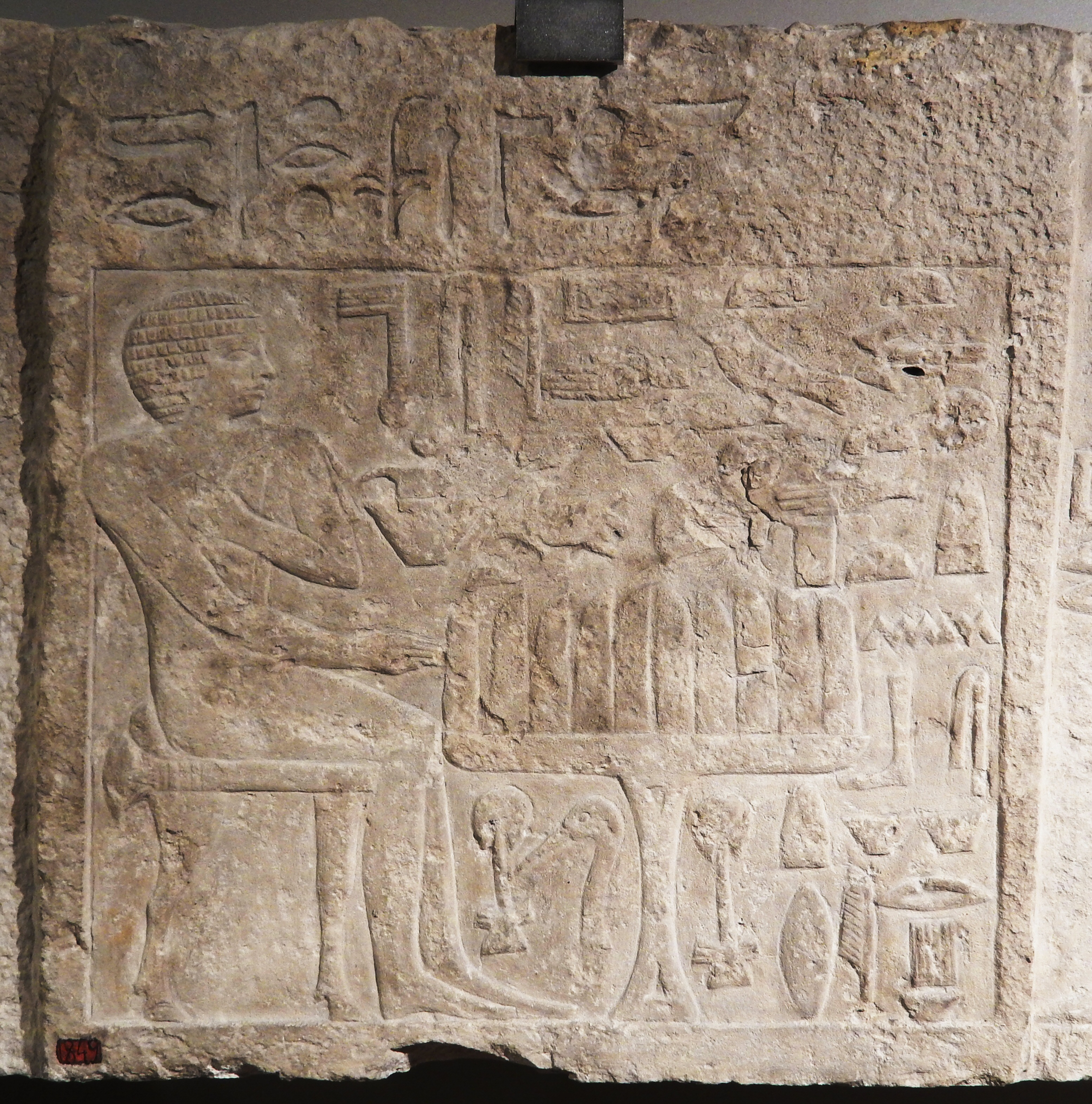
كانت الأرستقراطية المصرية القديمة تحصل على الخبز الأبيض. في هذه الصورة يصور الخبز في مصر حوالي 2500 قبل الميلاد.

يعود الخبز المصنوع من حبوب العشب إلى الحضارة النطوفية قبل 12.000 عام. لكن يمكن غربلة القمح فقط بشكل عملي لإنتاج نشا أبيض نقي، وهي تقنية تعود إلى مصر القديمة على الأقل. نظرًا لأن القمح كان أغلى الحبوب في النمو، وكانت عملية غربلته كثيفة العمالة، فقد اقتصر الدقيق الأبيض عمومًا على المناسبات الخاصة والأثرياء، حتى منتصف القرن التاسع عشر. ثم ألغت العمليات الصناعية تكلفة العمالة، مما سمح للأسعار بالانخفاض حتى أصبحت في متناول الطبقة الوسطى.
في الولايات المتحدة، كانت وجبة الذرة هي الحبوب القياسية للخبز حتى إغلاقها في القرن العشرين، بينما كانت الحبوب الأخرى في أوروبا.
ولكن بمجرد الوصول إلى الخبز الأبيض، أصبح الخبز الأبيض شائعًا للغاية في البلدان الصناعية لعدد من الأسباب:
- يبدو أن خبز القمح الأبيض كان مرغوبًا فيه تقليديًا للأثرياء.
- كما كان من الأسهل أن تُرى على أنها نقية ونظيفة، في وقت كانت فيه بعض الأطعمة سيئة الصنع ومغشوشة.
- كما أن الافتقار إلى كل من النكهة الخشنة والمعقدة جعله وسيلة شائعة لتقديم التوابل اللذيذة.
- يسهل مضغه وهضمه. هذا يسمح له أن يكون مصدرًا لمزيد من السعرات الحرارية. كما أنه يجعل بعض المغذيات الدقيقة أكثر قابلية للهضم، حيث وجدت بعض الدراسات أن التغذية المضافة في الحبوب الكاملة تميل إلى المرور عبر الجسم دون امتصاص.[10] بالنسبة لبعض أنواع الأجسام والأنظمة الغذائية، قد يكون الخبز الأبيض مفيدًا في التغذية.[11]
- بمجرد إنتاجه بسهولة، انتقل من أغلى أنواع الطحين إلى أرخص أنواع الطحين.
- يمكن أن يستمر لفترة أطول. يمكن أن يفسد زيت القمح الموجود في خبز الحبوب الكاملة بمرور الوقت، مما يفسد نكهته.

ومع ذلك، كان هناك رد فعل عنيف من شعبية الدقيق الأبيض، مما أدى إلى ظهور بدائل الحبوب الكاملة الشائعة حتى يومنا هذا، مثل بسكويت غراهام (graham crackers) ورقائق الذرة، والتي تحتوي (في شكلها الأصلي من الحبوب الكاملة) على المزيد من الألياف والمغذيات الدقيقة.
في نهاية المطاف، أصبح تحويل الخبز الأبيض من النخبة إلى مادة غذائية مشتركة رمزًا لنجاح التصنيع والرأسمالية بشكل عام، خاصةً مع ظهور شرائح الخبز المُقطّعة آليا في عشرينيات القرن الماضي.
ظل الخبز الأبيض أكثر أنواع الخبز شيوعًا في الولايات المتحدة ومعظم دول العالم الصناعي، على الرغم من حلقة الأجيال من رد الفعل العنيف ضده.

## إغناء الخبز الأبيض
في حين أن عملية طحن النخالة وجنين القمح يمكن أن تساعد في تحسين العمر الافتراضي للدقيق الأبيض، فإنها تزيل العناصر الغذائية مثل بعض الألياف الغذائية والحديد وفيتامينات بي والمغذيات الدقيقة والأحماض الدهنية الأساسية. فرضت الحكومة الأمريكية منذ عام 1941 إغناء الأغذية التي تعتمد على الدقيق الأبيض مع بعض العناصر الغذائية المفقودة في الطحن، مثل فيتامين ب1 وفيتامين ب2 والنياسين والحديد. جاء هذا التفويض ردًا على سوء التغذية الكبير الذي شوهد في المجندين العسكريين الأمريكيين في بداية الحرب العالمية الثانية. أدى هذا الإغناء إلى القضاء الشامل تقريبًا على أمراض العوز في الولايات المتحدة، مثل البلاغرا والبري بري (نقص النياسين والثيامين، على التوالي) ولا يزال الخبز الأبيض يحتوي على هذه الفيتامينات المضافة حتى يومنا هذا.
حمض الفوليك هو عنصر غذائي آخر أمرت بعض الحكومات بإضافته إلى الحبوب المخصبة مثل الخبز الأبيض. في الولايات المتحدة وكندا، تم إغناء هذه الحبوب بمستويات إلزامية من حمض الفوليك منذ عام 1998 بسبب دورها المهم في منع العيوب الخلقية. منذ بدء الإغناء، انخفض معدل عيوب الأنبوب العصبي بمقدار الثلث تقريبًا في الولايات المتحدة. تم تكليف مكملات حمض الفوليك في المملكة المتحدة في سبتمبر 2021، لتنضم إلى أكثر من 80 دولة في العالم بهذا الإجراء الخاص بالصحة العامة.

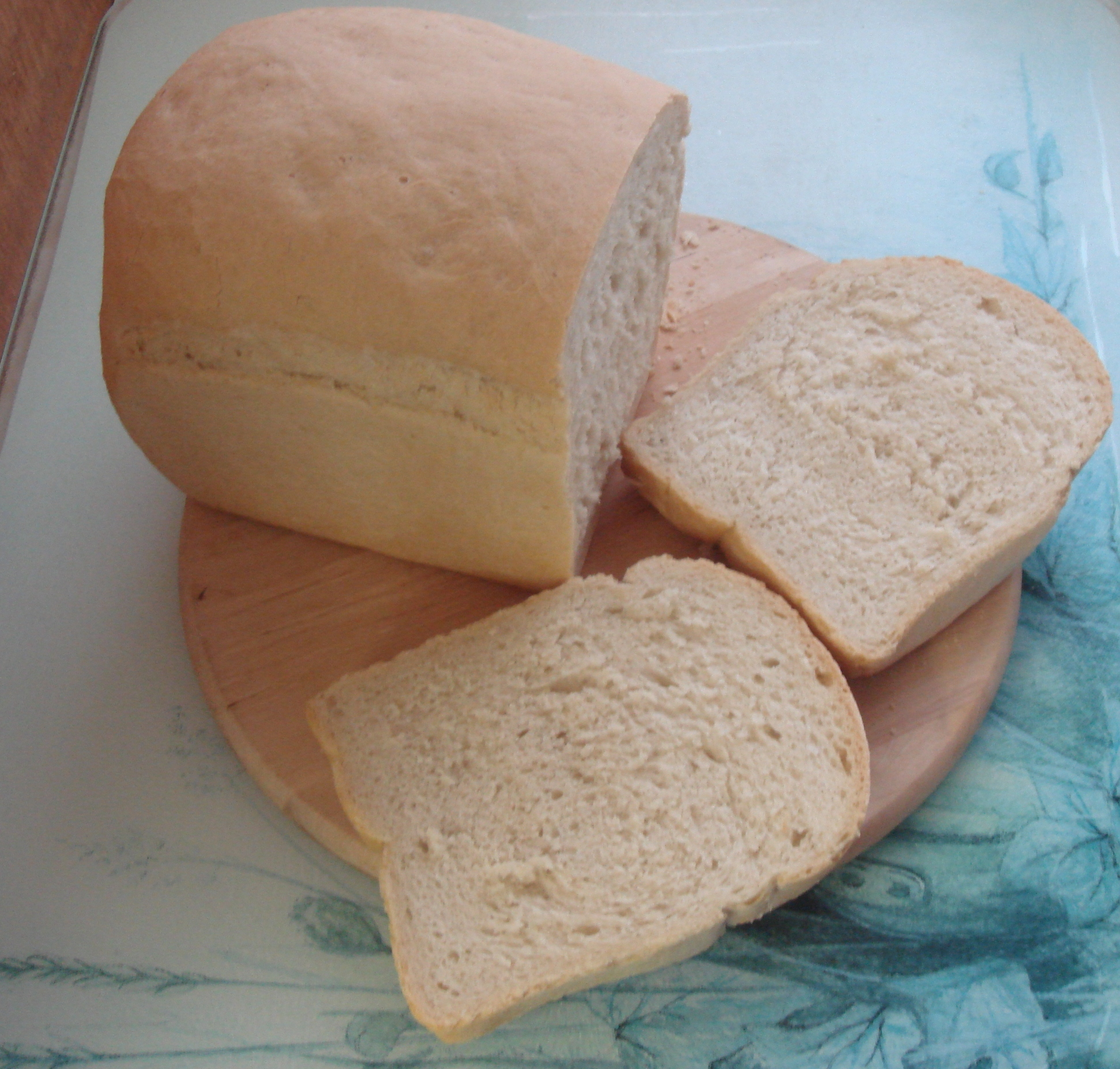
خبز ابيض

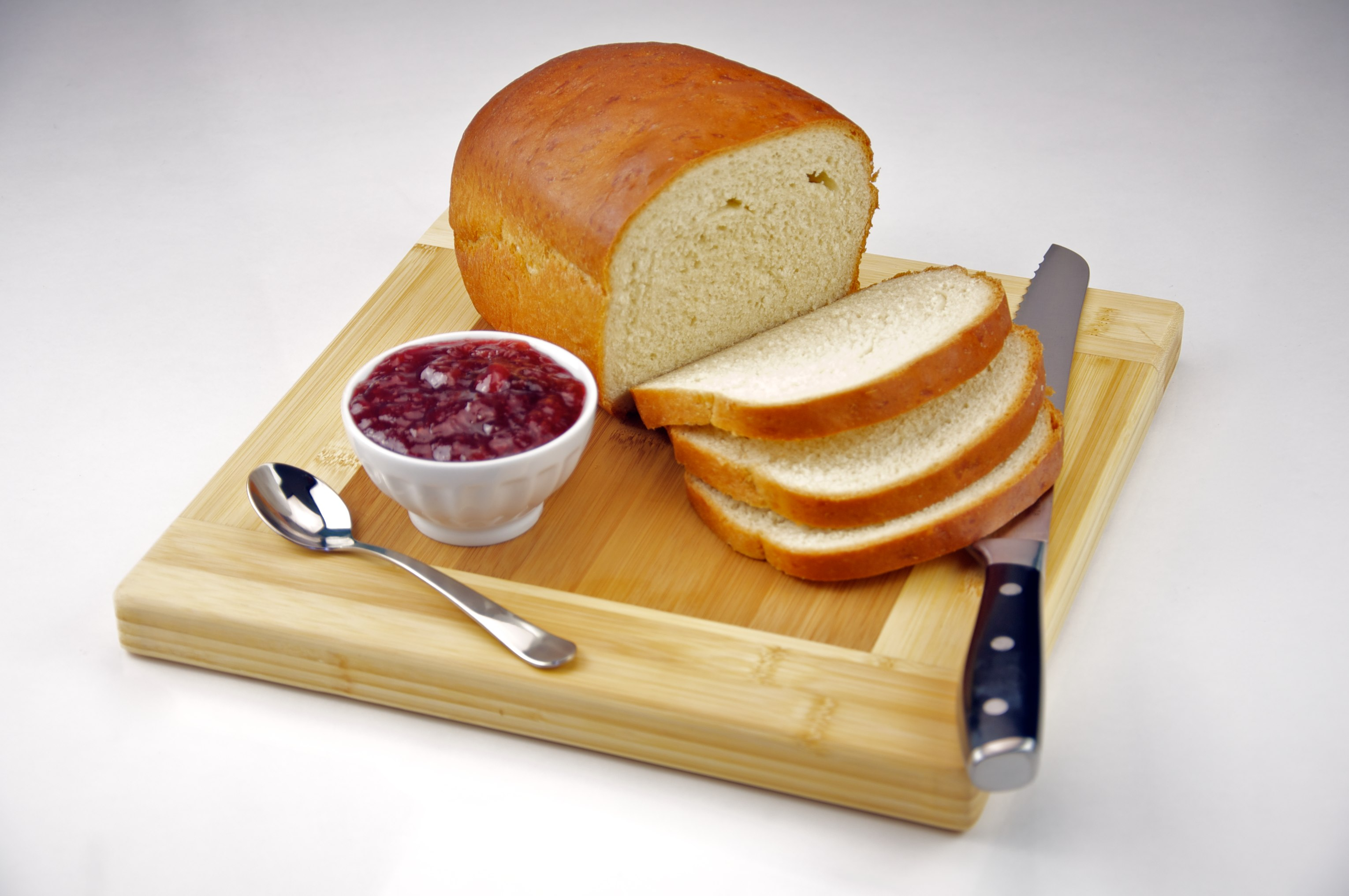
خبز أبيض منزلي مع مربى فراولة

## روابط خارجية
- - "white bread unenriched" search results at FoodData Central نسخة محفوظة 3 أبريل 2019 على موقع واي باك مشين.
  - Bread, white wheat نسخة محفوظة 3 أبريل 2019 على موقع واي باك مشين.
  - Bread, white نسخة محفوظة 3 أبريل 2019 على موقع واي باك مشين.